# Пчела в геральдике
Пчела (Apidae) — естественная негеральдическая гербовая фигура.
Чрезвычайно многоплановый символ. Встречается на более чем трёхстах гербах. Олицетворяет: трудолюбие, усердие и покорность, организаторские и творческие способности, чистоплотность, общительность, скромность, одухотворённость, храбрость, мудрость, уверенность, сдержанность, экономию и бережливость, красноречие (медовые речи). В древние времена учёные трудились при восковых свечах, поэтому пчелу связывают с просвещением и наукой. Щиты с гербами пчёл или ульев, могли указывать на страны и районы, где процветает пчеловодство. Пчелиный мёд и жало — символы благодати и страдания Христа.

## История
В 1804 году Наполеон был коронован императором Франции, государственным гербом стал золотой орёл с пучком молний в лапах на фоне синего диска, окружённого цепью учреждённого в 1802 году ордена Почётного легиона. Диск помещался на фоне скрещённых скипетров и усеянной пчёлами (личная эмблема Наполеона) мантии с короной. С тех пор, при Бонапартах пчела заменила цветок лилии в геральдических орнаментах.
Семь пчёл на фоне земного шара в нашлемнике герба Манчестера означают аллегорическую отсылку к XIX веку, когда Манчестер был жизненно важным центром Великобритании, и плоды труда этого города можно было встретить повсюду в мире.
В Европейской геральдике отражение пчелы и ульев получило в гербах в связи с правом на лесные ульи, выдаваемые монархом, и называемые "абелладжо", изображение которого стала пчела.
В русской геральдике изображение пчелы получила в конце XVIII века, в связи с бурным развитием, науки, медицины и промышленности, где эмблема пчелы символизировала трудолюбие, вклад в общее дело строительства государства. По А.Б. Лакиеру: "трудолюбие в службе гражданской и постоянство в исполнении обязанностей, возлагаемых ею, знаменуются в гербах очень часто пчелами, вылетающими из улья или иначе расположенными в гербах". В территориальной геральдике пчела использовалось в гербах городов: Нахичевань на Дону, Климович, Сосница, Медыни, Новое Место, Оса и Тамбовской губернии и отражало развитое пчеловодство. Улей использовался в гербах городов: Новохопёрск, Спасск, Тамбов.

### Критика
Считалось, что пчела создаёт потомство таким же непорочным образом, как и цветы, на которых она кормится, что стало основанием для использования её, как эмблемы Девы Марии.

## Использование
Эмблема пчелы или улья используются в гербах дворянских родов: Авериных X, 131; Ананьевских VIII, 75; Бежиных VI, 86; Бижеичей IX, 159; Богдановых VIII, 152; Бредихиных VIII, 33; Вагановых VII, 175; Гладкого X, 150; Голиковых II, 149; Ефименковых IX, 149; Захаровых V, 149; Зерновых I, 122; Кандалинцовых II, 150; Карташевских X, 147; Латыниных I, 150; Линицких I, 147; Молчановых X, 148; Протопоповых VII, 125; Смирновых VIII, 155; Хлебниковых IV, 145; Христиани X, 139; Чеодаевых X, 85; Шаховых X, 146; баронов Штиглиц X, 18; Яковлевых I, 116; VIII, 158; IX, 150 и др.)».

## Примеры
- Папа римский Урбан VIII
- Герб Тамбова
- Герб Хёгерсдорфа (ФРГ)
- Симферополь
- Герб города Климовичи
- Пишпек, 1908 год
- Герб Сосницы
- Герб Осы
- Герб Осы времен Российской империи
- Герб Медыни
- Герб Нового Места